# Kunskap och kärlek
Kunskap och kärlek (ISBN 91-972225-8-5) är en bok från 2002 av Göran Persson. I boken ger Persson sin syn på hur han vill att framtidens skola ska se ut. Syftet med hans bok är att han vill att man skall lyssna på hans argument och därefter "delta" i samtalet.
Boken är skriven på 109 sidor fördelade på sex kapitel med rubrikerna Skolan, Kunskapen, Makten, Kärleken, Demokratin och Livet. 